# Yage
Yage war eine deutsche Screamoband aus Köln, die von 1998 bis 2004 existierte.

## Geschichte
Yage wurde 1998 in Köln gegründet; ihre erste Probe fand im Keller eines katholischen Jugendheimes statt. Der Name der Band war durch das Buch „The Yage Letters“ (dt. „Auf der Suche nach Yage“) von William S. Burroughs und Allen Ginsberg inspiriert. Ein halbes Jahr später stieg Stephan Weinand als zweiter Gitarrist ein.
Ab Oktober des Jahres spielte Yage erste Konzerte. Nikita Lavrinenko und Oliver Krebs gründeten die Labels Nova Recordings und EarthWaterSky connection und brachten im Februar 1999 die erste, selbstbetitelte 7" Single heraus. Es folgten vier weitere Singles, zwei Alben und eine Compilation, die bei dem japanischen Label Sonzai Records erschien.
Yage spielten Konzerte in Deutschland, den USA, Frankreich, Spanien, England, Italien und Japan, wo sie sich einer besonderen Beliebtheit erfreuten. 2004 entschieden Yage, sich aufzulösen und spielten ihr letztes Konzert am 14. August 2004 im Kulturbunker in Köln-Mülheim.

## Diskografie
- Yage – 7" Single (1999) – Earth Water Sky Connection / Nova Recordings
- 3-17 October 1984 – CD/LP (2000) – Earth Water Sky Connection / Nova Recordings
- Yage / Engrave Split – 7" Single (2000) – Defiance Records
- Achtung Autobahn Compilation (Track: The Sound Of Now) – CD (2000) – Swing Deluxe Records
- Yage / The Robocop Kraus Split – 7" Single (2001) – Earth Water Sky Connection / Nova Recordings / Swing Deluxe Records / Arabesque
- The Human Head Too Strong For Itself – 10" Single/MCD (2001) – Code Of Ethics / Pure Pain Sugar
- Some Things Take… – 7" Single (2002) – Level Plane Records
- Anders Leben?! – CD/LP (2003) – Ebullition Records
- … And Nobody Told Me To Think About Life In General (Discography) – CD (2003) – Sonzai Records
- Some Time Of A Time (Discography) – 2×LP/3×LP (2010) – Altin Village & Mine